# Alveoplectrus corumbae
Alveoplectrus corumbae är en stekelart som först beskrevs av William Harris Ashmead 1904.  Alveoplectrus corumbae ingår i släktet Alveoplectrus och familjen finglanssteklar. Inga underarter finns listade i Catalogue of Life.